# Stirexephanes pictus
Stirexephanes pictus là một loài tò vò trong họ Ichneumonidae.